# كوينتن دونالد
كوينتن دونالد (بالإنجليزية: Quentin Donald)‏ هو لاعب اتحاد الرغبي وفلاح نيوزيلندي، ولد في 13 مارس 1900 في إقليم ويلينغتون في نيوزيلندا، وتوفي في 27 ديسمبر 1965 في Greytown, New Zealand ‏ في نيوزيلندا.

## وصلات خارجية
- كوينتن دونالد عل موقع إسبنسكروم (الإنجليزية)